# Steven Mnuchin
Steven Terner Mnuchin, né le 21 décembre 1962 à New York, est un homme d'affaires, ancien cadre de la banque Goldman Sachs de 1985 à 2002, dirigeant d'un fonds spéculatif, producteur de films et homme politique américain membre du Parti républicain. Il est secrétaire au Trésor de 2017 à 2021, sous la présidence de Donald Trump.

## Biographie

### Formation
Steven Mnuchin obtient son diplôme en 1985 à l'université Yale, où il était éditeur du Yale Daily News et membre de la société secrète d'élite Skull and Bones.

### Débuts professionnels
Steven Mnuchin passe 17 ans dans la banque d’affaires Goldman Sachs. Il amasse une fortune d'environ 60 millions de dollars en travaillant pour la banque.
Après avoir quitté Goldman Sachs en 2002, il est brièvement vice-président du fonds spéculatif ESL Investments. Il est de 2003 à 2004 directeur général de SFM Capital Management, un fonds alimenté notamment par le milliardaire George Soros. Il fonde en 2004, avec deux autres anciens cadres de Goldman Sachs, le fonds spéculatif Dune Capital Management, dont il devient le PDG. La société a investi dans au moins deux projets du milliardaire Donald Trump : le Trump International Hotel and Tower à Honolulu et son homonyme à Chicago.
Mnuchin a été critiqué pour son utilisation de sociétés offshores afin de payer très peu d’impôts. La pratique est toutefois courante dans le secteur. Son nom apparait dans les Paradise Papers en 2021.

### Élection présidentielle américaine de 2016
En 2016, il soutient Donald Trump en vue de l'élection présidentielle et devient responsable des finances pour sa campagne. Le 30 novembre 2016, il est nommé au poste de secrétaire au Trésor des États-Unis.
Il a indiqué qu'il ramènerait l'impôt sur les sociétés à 15 %, réduirait les impôts pour la classe moyenne et simplifierait le système fiscal. Il s'est déclarée favorable au libre-échange et pour la suppression de la loi Dodd-Frank qui visait à réguler les activités des banques.
Il se rend en 2019 à la Future Investment Initiative de l'Arabie saoudite en dépit de la controverse autour du meurtre du journaliste saoudien Jamal Khashoggi. Sa société de capital-investissement Liberty Strategic Capital, qu'il fonde après avoir quitté ses fonctions au sein du gouvernement américain, reçoit en 2021 2,5 milliards de dollars en provenance d'Arabie saoudite. En mars 2024, Steve Mnuchin annonce réunir un groupe d’investisseurs pour racheter le réseau social TikTok.

### Vie privée
Il se marie en troisièmes noces le 24 juin 2017 avec Louise Linton, de 18 ans sa cadette. Il a eu trois enfants d'un précédant mariage.
Il vit à Los Angeles dans une maison de 2 000 m² achetée pour 26,5 millions de dollars.